# Губертус Саксен-Кобург-Готський
Принц Дітмар Губертус Фрідріх Вільгельм Філіпп Саксен-Кобург-Готський (нім. Dietmar Hubertus Friedrich Wilhelm Philipp Prinz von Sachsen-Coburg und Gotha; 24 серпня 1909, замок Райнхардсбрунн, Саксен-Кобург-Гота — 26 листопада 1943, Великі Мости, генеральна губернія) — принц Саксен-Кобург-Готи з Саксен-Кобург-Готської династії, син останнього герцога Саксен-Кобург-Готи Карла Едуарда та принцеси Шлезвіг-Гольштейн-Зондербург-Глюксбурзької Вікторії Адельгейди. Офіцер Третього рейху, оберлейтенант люфтваффе. Відзначений кількома нагородами. Член НСРПН від 1939 року.

## Біографія
Народився 24 серпня 1909 року у замку Райнхардсбрунн поблизу Фрідріхроди за часів правління свого батька. Був третьою дитиною та другим сином герцога Саксен-Кобург-Готи Карла Едуарда та його дружини Вікторії Адельгейди Шлезвіг-Гольштейн-Зондербург-Глюксбурзької. Мав старшого брата Йоганна Леопольда та сестру Сибіллу, а також молодших сиблінгів — Кароліну Матильду та Фрідріха Йозіаса.

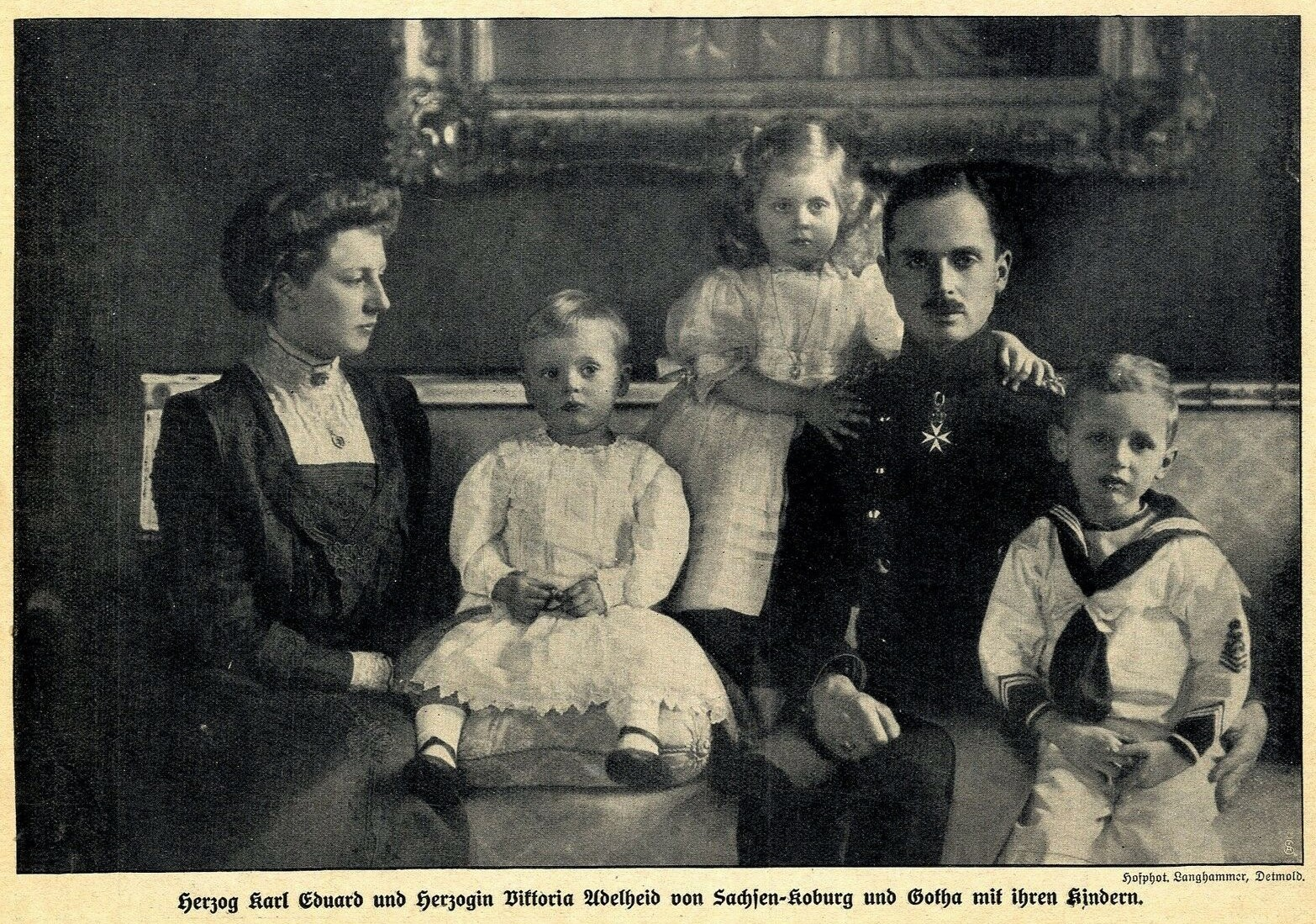
Губертус (на руках у матері) у колі родини, світлина роботи Франца Ланґхаммера, 1912

Після Листопадової революції 1918 року Карл Едуард зрікся престолу. Сім'я продовжила жити влітку у замку Калленберг, що залишився їхньою приватною власністю, та у Фесте Кобург взимку. Фортеця від 7 червня 1919 перейшла у власність держави, однак, герцог зберіг право на проживання в ній.
Початкову освіту Губертус отримав вдома, згодом — навчався у гімназії Казіміріанум у Кобурзі. Після її завершення вивчав право. За словами Гаральда Занднера, біографа Карла Едуарда, в студентські роки виявилось, що Губертус був гомосексуалом, але цей факт замовчувався. 
Після зречення старшого брата Йоганна Леопольда у 1932 році став потенційним спадкоємцем Саксен-Кобург-Готи. У тому ж році був присутнім на весіллі своєї сестри Сибілли, з якою завжди був дуже близьким. Сам Губертус не одружувався і дітей не мав.
З початком Другої світової війни у вересні 1939 року всі сини Карла Едуарда були призвані на службу у вермахт. Губертус був пілотом-кур'єром. 1 жовтня 1939 року вступив у НСРПН (партійний квиток № 7 213 588)., але, на відміну від батька, був противником нацизму. Ходили чутки, що Адольф Гітлер планував зробити Губертуса гауляйтером Великої Британії. Учасник німецько-радянської війни. 26 листопада 1943 року був збитий радянськими літаками. Похований на лісовому цвинтарі Калленберзького замку.

## Вшанування пам'яті
Принцеса Сибілла була дуже схвильована смертю свого улюбленого брата і назвала свого сина, спадкоємця шведського престолі, Карл Густав Фольке Губертус.

## Нагороди
- Орден дому Саксен-Ернестіне, великий хрест
- Орден Серафимів (Швеція)[4]
- Нагрудний знак пілота

## Генеалогія
| Альберт Саксен-Кобург-Готський | Альберт Саксен-Кобург-Готський | Альберт Саксен-Кобург-Готський | Альберт Саксен-Кобург-Готський | Альберт Саксен-Кобург-Готський | Альберт Саксен-Кобург-Готський |                         |                         | Королева Вікторія       | Королева Вікторія       | Королева Вікторія | Королева Вікторія | Королева Вікторія | Королева Вікторія |             |             | Георг Віктор | Георг Віктор | Георг Віктор | Георг Віктор | Георг Віктор              | Георг Віктор              |                           |                           | Олена Нассауська          | Олена Нассауська          | Олена Нассауська | Олена Нассауська | Олена Нассауська | Олена Нассауська |  |  | Фрідріх | Фрідріх | Фрідріх | Фрідріх | Фрідріх           | Фрідріх           |                   |                   | Адельгейда цу Шаумбург-Ліппе | Адельгейда цу Шаумбург-Ліппе | Адельгейда цу Шаумбург-Ліппе | Адельгейда цу Шаумбург-Ліппе | Адельгейда цу Шаумбург-Ліппе     | Адельгейда цу Шаумбург-Ліппе     |                                  |                                  | Фрідріх VIII                     | Фрідріх VIII                     | Фрідріх VIII | Фрідріх VIII | Фрідріх VIII                      | Фрідріх VIII                      |                                   |                                   | Адельгейда Гогенлое-Лангенбурзька | Адельгейда Гогенлое-Лангенбурзька | Адельгейда Гогенлое-Лангенбурзька | Адельгейда Гогенлое-Лангенбурзька | Адельгейда Гогенлое-Лангенбурзька | Адельгейда Гогенлое-Лангенбурзька |  |  |
| Альберт Саксен-Кобург-Готський | Альберт Саксен-Кобург-Готський | Альберт Саксен-Кобург-Готський | Альберт Саксен-Кобург-Готський | Альберт Саксен-Кобург-Готський | Альберт Саксен-Кобург-Готський |                         |                         | Королева Вікторія       | Королева Вікторія       | Королева Вікторія | Королева Вікторія | Королева Вікторія | Королева Вікторія |             |             | Георг Віктор | Георг Віктор | Георг Віктор | Георг Віктор | Георг Віктор              | Георг Віктор              |                           |                           | Олена Нассауська          | Олена Нассауська          | Олена Нассауська | Олена Нассауська | Олена Нассауська | Олена Нассауська |  |  | Фрідріх | Фрідріх | Фрідріх | Фрідріх | Фрідріх           | Фрідріх           |                   |                   | Адельгейда цу Шаумбург-Ліппе | Адельгейда цу Шаумбург-Ліппе | Адельгейда цу Шаумбург-Ліппе | Адельгейда цу Шаумбург-Ліппе | Адельгейда цу Шаумбург-Ліппе     | Адельгейда цу Шаумбург-Ліппе     |                                  |                                  | Фрідріх VIII                     | Фрідріх VIII                     | Фрідріх VIII | Фрідріх VIII | Фрідріх VIII                      | Фрідріх VIII                      |                                   |                                   | Адельгейда Гогенлое-Лангенбурзька | Адельгейда Гогенлое-Лангенбурзька | Адельгейда Гогенлое-Лангенбурзька | Адельгейда Гогенлое-Лангенбурзька | Адельгейда Гогенлое-Лангенбурзька | Адельгейда Гогенлое-Лангенбурзька |  |  |
|                                |                                |                                |                                |                                |                                |                         |                         |                         |                         |                   |                   |                   |                   |             |             |              |              |              |              |                           |                           |                           |                           |                           |                           |                  |                  |                  |                  |  |  |         |         |         |         |                   |                   |                   |                   |                              |                              |                              |                              |                                  |                                  |                                  |                                  |                                  |                                  |              |              |                                   |                                   |                                   |                                   |                                   |                                   |                                   |                                   |                                   |                                   |  |  |
|                                |                                |                                |                                | Леопольд, герцог Олбані        | Леопольд, герцог Олбані        | Леопольд, герцог Олбані | Леопольд, герцог Олбані | Леопольд, герцог Олбані | Леопольд, герцог Олбані |                   |                   |                   |                   |             |             |              |              |              |              | Олена Вальдек-Пірмонтська | Олена Вальдек-Пірмонтська | Олена Вальдек-Пірмонтська | Олена Вальдек-Пірмонтська | Олена Вальдек-Пірмонтська | Олена Вальдек-Пірмонтська |                  |                  |                  |                  |  |  |         |         |         |         | Фрідріх Фердинанд | Фрідріх Фердинанд | Фрідріх Фердинанд | Фрідріх Фердинанд | Фрідріх Фердинанд            | Фрідріх Фердинанд            |                              |                              |                                  |                                  |                                  |                                  |                                  |                                  |              |              | Кароліна Матильда Ауґустенбурзька | Кароліна Матильда Ауґустенбурзька | Кароліна Матильда Ауґустенбурзька | Кароліна Матильда Ауґустенбурзька | Кароліна Матильда Ауґустенбурзька | Кароліна Матильда Ауґустенбурзька |                                   |                                   |                                   |                                   |  |  |
|                                |                                |                                |                                | Леопольд, герцог Олбані        | Леопольд, герцог Олбані        | Леопольд, герцог Олбані | Леопольд, герцог Олбані | Леопольд, герцог Олбані | Леопольд, герцог Олбані |                   |                   |                   |                   |             |             |              |              |              |              | Олена Вальдек-Пірмонтська | Олена Вальдек-Пірмонтська | Олена Вальдек-Пірмонтська | Олена Вальдек-Пірмонтська | Олена Вальдек-Пірмонтська | Олена Вальдек-Пірмонтська |                  |                  |                  |                  |  |  |         |         |         |         | Фрідріх Фердинанд | Фрідріх Фердинанд | Фрідріх Фердинанд | Фрідріх Фердинанд | Фрідріх Фердинанд            | Фрідріх Фердинанд            |                              |                              |                                  |                                  |                                  |                                  |                                  |                                  |              |              | Кароліна Матильда Ауґустенбурзька | Кароліна Матильда Ауґустенбурзька | Кароліна Матильда Ауґустенбурзька | Кароліна Матильда Ауґустенбурзька | Кароліна Матильда Ауґустенбурзька | Кароліна Матильда Ауґустенбурзька |                                   |                                   |                                   |                                   |  |  |
|                                |                                |                                |                                |                                |                                |                         |                         |                         |                         |                   |                   |                   |                   |             |             |              |              |              |              |                           |                           |                           |                           |                           |                           |                  |                  |                  |                  |  |  |         |         |         |         |                   |                   |                   |                   |                              |                              |                              |                              |                                  |                                  |                                  |                                  |                                  |                                  |              |              |                                   |                                   |                                   |                                   |                                   |                                   |                                   |                                   |                                   |                                   |  |  |
|                                |                                |                                |                                |                                |                                |                         |                         |                         |                         |                   |                   | Карл Едуард       | Карл Едуард       | Карл Едуард | Карл Едуард | Карл Едуард  | Карл Едуард  |              |              |                           |                           |                           |                           |                           |                           |                  |                  |                  |                  |  |  |         |         |         |         |                   |                   |                   |                   |                              |                              |                              |                              | Вікторія Адельгейда Глюксбурзька | Вікторія Адельгейда Глюксбурзька | Вікторія Адельгейда Глюксбурзька | Вікторія Адельгейда Глюксбурзька | Вікторія Адельгейда Глюксбурзька | Вікторія Адельгейда Глюксбурзька |              |              |                                   |                                   |                                   |                                   |                                   |                                   |                                   |                                   |                                   |                                   |  |  |
|                                |                                |                                |                                |                                |                                |                         |                         |                         |                         |                   |                   | Карл Едуард       | Карл Едуард       | Карл Едуард | Карл Едуард | Карл Едуард  | Карл Едуард  |              |              |                           |                           |                           |                           |                           |                           |                  |                  |                  |                  |  |  |         |         |         |         |                   |                   |                   |                   |                              |                              |                              |                              | Вікторія Адельгейда Глюксбурзька | Вікторія Адельгейда Глюксбурзька | Вікторія Адельгейда Глюксбурзька | Вікторія Адельгейда Глюксбурзька | Вікторія Адельгейда Глюксбурзька | Вікторія Адельгейда Глюксбурзька |              |              |                                   |                                   |                                   |                                   |                                   |                                   |                                   |                                   |                                   |                                   |  |  |
|                                |                                |                                |                                |                                |                                |                         |                         |                         |                         |                   |                   |                   |                   |             |             |              |              |              |              |                           |                           |                           |                           |                           |                           |                  |                  |                  |                  |  |  |         |         |         |         |                   |                   |                   |                   |                              |                              |                              |                              |                                  |                                  |                                  |                                  |                                  |                                  |              |              |                                   |                                   |                                   |                                   |                                   |                                   |                                   |                                   |                                   |                                   |  |  |
|                                |                                |                                |                                |                                |                                |                         |                         |                         |                         |                   |                   |                   |                   |             |             |              |              |              |              |                           |                           |                           |                           |                           |                           |                  |                  | Губертус         |                  |  |  |         |         |         |         |                   |                   |                   |                   |                              |                              |                              |                              |                                  |                                  |                                  |                                  |                                  |                                  |              |              |                                   |                                   |                                   |                                   |                                   |                                   |                                   |                                   |                                   |                                   |  |  |